# رستم قاسمی
رستم قاسمی (۱۵ اردیبهشت ۱۳۴۳ – ۱۷ آذر ۱۴۰۱) نظامی و سیاستمدار اصولگرای ایرانی بود که در دولت سیزدهم از سال ۱۴۰۰ تا ۱۴۰۱ سمت وزیر راه و شهرسازی را برعهده داشت و در دولت دهم نیز از سال ۱۳۹۰ تا ۱۳۹۲ به‌عنوان وزیر نفت فعّالیت می‌کرد. قاسمی فعالیت نظامی را از سال ۱۳۶۰ در سپاه پاسداران انقلاب اسلامی آغاز کرد و در طول جنگ ایران و عراق از اعضای این نهاد بود. او در فاصله سال‌های ۱۳۸۶ تا ۱۳۹۰ فرمانده قرارگاه سازندگی خاتم‌الانبیاء بود و پیش‌تر به‌عنوان معاون اقتصادی نیروی قدس فعالیت می‌کرد.

## زندگی‌نامه
رستم قاسمی در ۱۵ اردیبهشت ۱۳۴۳ در روستای سرگاه از توابع شهرستان مهر، استان فارس زاده شد. او در سال ۱۳۶۰ به عضویت سپاه پاسداران انقلاب اسلامی درآمد و در جنگ ایران و عراق شرکت کرد. او در جنگ مجروح و جانباز شد. وی دارای مدرک کارشناسی مهندسی عمران از دانشگاه صنعتی شریف و کارشناسی ارشد مهندسی عمران آموزش راه دور از دانشگاه صنعتی امیرکبیر واحد گرمسار استان سمنان بود.
پس از جنگ ایران و عراق، به قرارگاه خاتم‌الانبیاء پیوست و در سال ۱۳۸۶ پس از عبدالرضا عابد، به عنوان فرمانده قرارگاه منصوب شد. وی در مرداد ماه ۱۳۹۰ در پی برکناری مسعود میر کاظمی، توسط محمود احمدی‌نژاد برای تصدی پست وزارت نفت پیشنهاد شد و در ۱۲ مرداد، به‌عنوان آخرین وزیر نفت دولت دهم از مجلس رای اعتماد دریافت کرد. پس از انتخاب قاسمی به‌عنوان وزیر نفت، تیموتی گایتنر هشدار داد که از امروز، وزارت نفت ایران تحت تسلط سپاه پاسداران درآمده‌است.

## تحریم‌های بین‌المللی
نام رستم قاسمی به عنوان فرمانده قرارگاه خاتم‌الانبیاء در فهرست تحریم‌های شورای امنیت، حکومت فدرال ایالات متحده آمریکا، اتحادیه اروپا و استرالیا قرار داشت که بعد از وزیر شدن، از فهرست تحریم‌های بین‌المللی خارج شد. همچنین وزارت خزانه‌داری آمریکا در ۴ سپتامبر ۲۰۱۹ رستم قاسمی و پسرش را در رابطه با یک شبکه انتقال نفت تحت کنترل سپاه پاسداران تحریم کرد. این شبکه به «شبکه نفت در خدمت تروریسم» معروف شده‌است.

## وزارت نفت
قاسمی که فرمانده قرارگاه خاتم‌الانبیا سپاه پاسداران بود توسط محمود احمدی‌نژاد برای وزیر نفت به مجلس معرفی شد. او ۱۲ مرداد ۱۳۹۰ از دوره هشتم مجلس شورای اسلامی با ۲۱۶ رای موافق برای وزارت نفت ایران رای اعتماد گرفت. برخی نمایندگان مجلس با وزارت رستم قاسمی مخالف بودند. علی مطهری، از نمایندگان مخالف گفت «فردی تا زمانی که عضو سپاه پاسداران یا ارتش است یک نیروی نظامی محسوب می‌شود و صلاح نیست وزیر شود.»

### دکل نفتی فورچونا
در زمان وزارت قاسمی در دولت محمود احمدی‌نژاد، دکل حفاری نفت فورچونا به واسطه یک شرکت ترکیه‌ای به شرکت مهندسی و ساخت تأسیسات دریایی ایران، از شرکت‌های زیرمجموعه وزارت نفت ایران، فروخته شد اما با وجود پرداخت قیمت ۸۷ میلیون دلاری آن، به ایران تحویل داده نشده‌است. ماجرای گم شدن این دکل اواخر مهر ماه سال ۱۳۹۳ رسانه‌ای شد، زمانی که ۱۴ نماینده مجلس شورای اسلامی در نامه‌ای به رئیس مجلس خواستار پی‌گیری موضوع شدند. در نهایت شعبه ۱۶۳ مجتمع امور اقتصادی پنج متهم پرونده دکل نفتی را به زندان محکوم کرد. رستم قاسمی، پیشتر گم‌شدن دکل نفتی را تکذیب کرده و گفته بود دکل نفتی خودکار نیست که گم شود.

## انتخابات ۱۴۰۰
قاسمی در اردیبهشت ۱۴۰۰ نامزدی خود را برای انتخابات ریاست‌جمهوری ایران اعلام کرد. پس از نشست خبری اعلام کاندیداتوری، خبرگزاری مهر، خبرگزاری میزان قوه قضائیه، خبرگزاری مشرق، راه دانا و باشگاه خبرنگاران جوان تأیید کردند که میکروفن جعلی رسانه‌هایشان در این جلسه استفاده شده‌است و آنها حضوری نداشته‌اند. وی با حضور در ستاد انتخابات وزارت کشور برای شرکت در انتخابات ثبت‌نام کرد اما قبل از اعلام اسامی تأیید صلاحیت شدگان توسط شورای نگهبان، از کاندیداتوری انصراف داد.

## وزارت راه و شهرسازی
رستم قاسمی ۳ شهریور ۱۴۰۰ از دوره یازدهم مجلس شورای اسلامی با ۲۶۷ رای موافق برای وزارت راه و شهرسازی رای اعتماد گرفت. او در جریان جلسهٔ بررسی صلاحیت خود برای این وزارت به اشتباه گفت «من ۱۰ دستور کار را نوشته‌ام که اولین روز حضور در وزارت نفت، با برنامهٔ زمان‌بندی به مسئولان وزارت‌خانه ابلاغ کنم» و چندین بار لفظ وزارت نفت را بکار برد که مورد توجهٔ برخی رسانه‌ها قرار گرفت.

### نفت در برابر مسکن
رستم قاسمی در ابتدای شروع به کار دولت ابراهیم رئیسی قول ساخت چهار میلیون واحد مسکونی طی چهار سال را داد، وعده‌ای که رئیس‌جمهوری ایران نیز در یک برنامه گفت‌وگوی تلویزیونی بر اجرایی شدن آن تأکید کرد. قاسمی با طرح «نفت در برابر مسکن» قصد داشت شرکت‌های چینی و ترکیه‌ای را برای احداث مسکن در ایران جذب کند و سرمایه‌های شرکت‌های خارجی را با تحویل نفت بازپرداخت کند. ایرج رهبر، نایب رئیس انجمن صنفی انبوه سازان استان تهران، در تیر ۱۴۰۱ از شکست این طرح خبر داد.

### دستگیری بازرس ویژه و مشاور
در شهریور ۱۴۰۱، محمدقاسم مکارم‌شیرازی، بازرس ویژه و مشاور قاسمی در وزارت راه و شهرسازی، به اتهام فساد مالی توسط مأموران وزارت اطلاعات ایران دستگیر شد. قاسمی به‌رغم اینکه پس از اعلام خبر بازداشت بازرس ویژه‌اش، اتهام رشوه‌خواری او را «گمانه‌زنی بی‌پایه» خوانده بود، در موضع‌گیری بعدی خود از دلیل بازداشت او اظهار بی‌اطلاعی کرد. قاسم مکارم شیرازی در زمان نامزدی رستم قاسمی در سیزدهمین دوره انتخابات ریاست جمهوری از حامیان او بود.

### انتشار عکس در مالزی
در بحبوحه خیزش ۱۴۰۱ ایران، شاهد علوی، روزنامه‌نگار ایران اینترنشنال چند عکس از قاسمی در سال ۲۰۱۱ را منتشر کرد که او را در حال تفریح با یک زن بی‌حجاب در مالزی نشان می‌داد. انتشار این عکس‌ها واکنش زیادی در شبکه‌های اجتماعی داشته و کاربران با یادآوری قانون حجاب اجباری، که زمینه اعتراضات سراسری بود، چنین اقداماتی را نشان از استانداردهای دوگانه مقامات جمهوری اسلامی دانستند. در ادامه علی جعفری، رئیس دفتر رستم قاسمی اصالت این عکس‌ها را تأیید کرد، اما مدعی شد این عکس‌ها «خصوصی» و مربوط به «یک زن و شوهر» بوده‌است و روزنامه دولتی ایران انتشار عکس‌های قاسمی را اقدامی سیاسی علیه یک شخصیت «انقلابی» دانست.
در نهایت ابتدای آذر ۱۴۰۱ اعلام شد رئیس‌جمهور ایران با استعفای قاسمی موافقت کرده‌است. به ادعای بی‌بی‌سی این استعفا در پی انتشار این تصاویر و انتقادات از جمله درون حکومتی از دولت رئیسی عنوان شد و بیماری قاسمی و ناتوانی در انجام وظایفش در وزارتخانه را شایعه دانست.

## درگذشت
پس از انتخاب قاسمی به‌عنوان وزیر راه و شهرسازی در شهریور ۱۴۰۰، نشانه‌هایی از بیماری در او ظاهر شد. او به علت ابتلا به سرطان برای درمان به چین رفت. او دو هفته پس از کناره‌گیری از وزارت راه در ۱۷ آذر ۱۴۰۱ و تنها یک روز پس از معرفی مهرداد بذرپاش به عنوان جانشینش در وزارت راه توسط مجلس، درگذشت. مراسم تشییع جنازهٔ او در ۲۰ آذر در تهران برگزار شد.